# Oddziały specjalne Żandarmerii Wojskowej

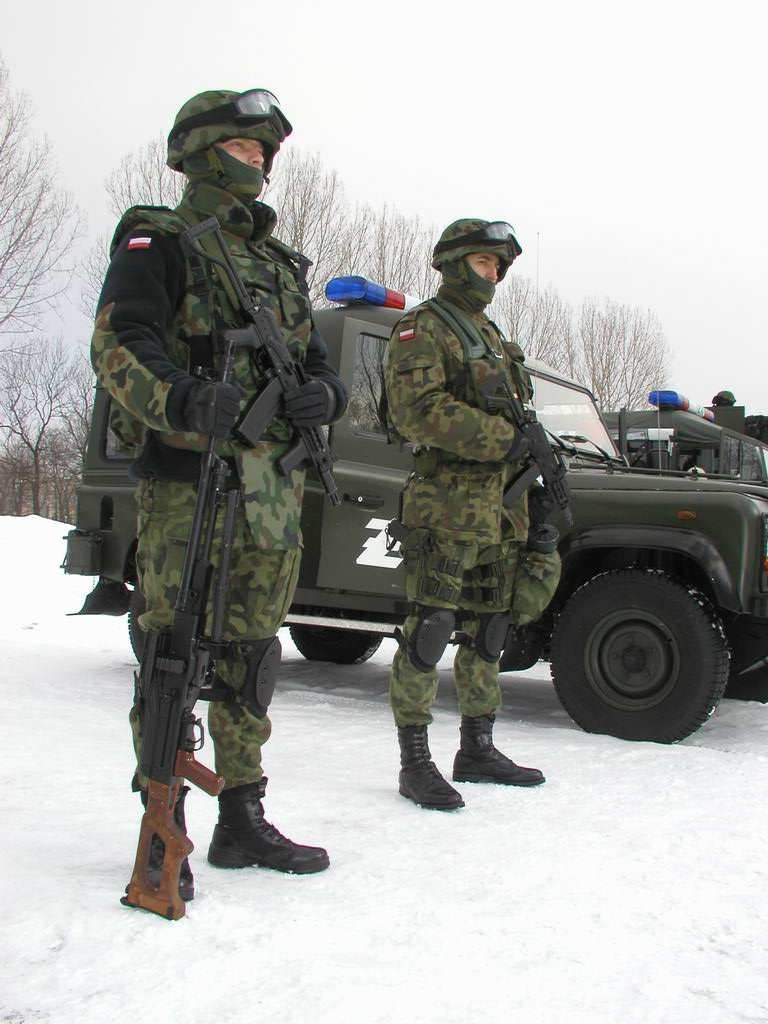
Żołnierze Oddziału Specjalnego ŻW

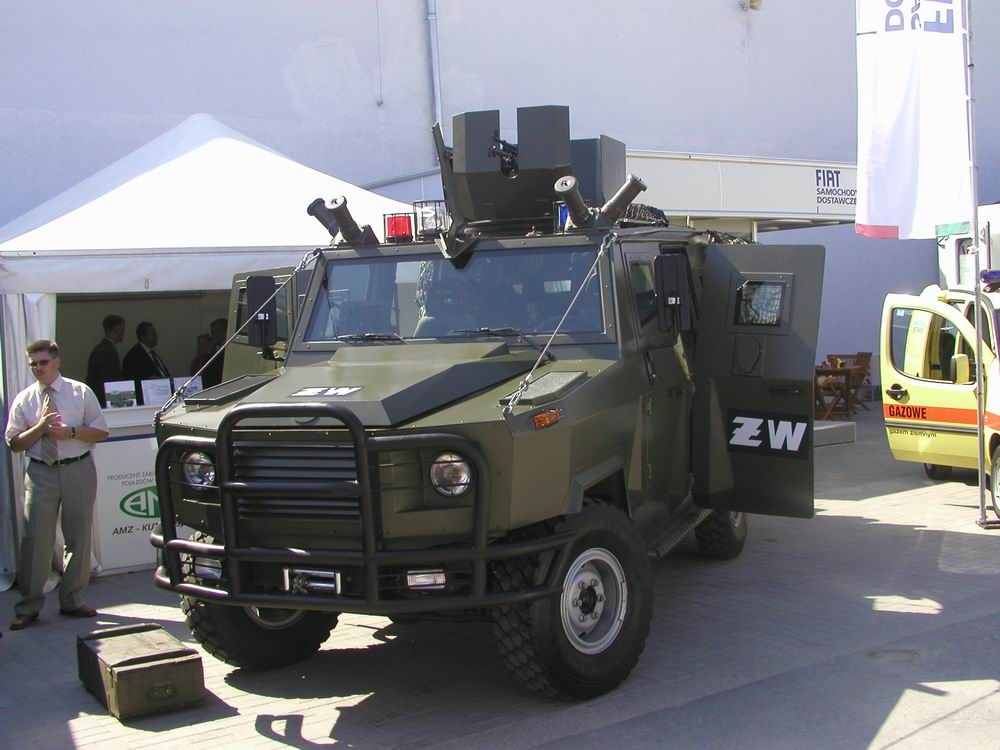
Pojazd Dzik II, będący na wyposażeniu Oddziału Specjalnego Żandarmerii Wojskowej

Oddziały Specjalne Żandarmerii Wojskowej – specjalistyczne komórki organizacyjne Żandarmerii Wojskowej do zwalczania m.in. uzbrojonych dezerterów.
Przemiany organizacyjno-strukturalne Żandarmerii Wojskowej związane z transformacją Sił Zbrojnych Rzeczypospolitej Polskiej doprowadziły do realizacji zadań wynikających z zagrożeń mogących wystąpić w Polsce.
W styczniu 2004 roku w strukturach Żandarmerii Wojskowej powstały Oddziały Specjalne ŻW – wyspecjalizowane jednostki do działań specjalnych o charakterze policyjnym. Ich powstanie było przełomowym wydarzeniem istnienia Żandarmerii Wojskowej. Pomysłodawcą i twórcą Oddziałów Specjalnych ŻW był ówczesny Komendant Główny Żandarmerii Wojskowej gen. dyw. Bogusław Pacek, który tworząc je wzorował się na podobnych jednostkach we Francji.
Powołanie zdolnych do natychmiastowego przerzutu w rejon operacji jednostek to odpowiedź na zagrożenie światowym terroryzmem i konieczność przeciwdziałania mu przez społeczność międzynarodową. Oddziały Specjalne ŻW są wyspecjalizowanymi jednostkami do działań specjalnych o charakterze policyjnym.
Tam, gdzie Siły Zbrojne Rzeczypospolitej Polskiej wykonują zadania w Polskich Kontyngentach Wojskowych, towarzyszy im Żandarmeria Wojskowa, wydzielając swój komponent do struktur narodowych jednostek operacyjnych.
Zobowiązania specżandarmów na terenie Polski to działania antyterrorystyczne, ochrona VIP oraz przeciwdziałanie naruszeniom porządku publicznego, w przypadku gdy siły Policji będą niewystarczające, choć ich główne zadanie to działania poza granicami Polski.
W 2004 roku zainaugurował działalność pierwszy oddział specjalny – OS ŻW w Warszawie, kolejne utworzono na początku 2005 roku – w Mińsku Mazowieckim i w Gliwicach. Z wydzielonych sił i środków OS ŻW w Gliwicach do końca 2005 roku utworzono we współpracy międzynarodowej Wielonarodowy Batalion Policji Wojskowej dla potrzeb NATO. W inicjatywie, w której Polska pełni rolę państwa wiodącego uczestniczą także Czechy, Słowacja, Bułgaria i Chorwacja. Natomiast Oddział Specjalny ŻW w Mińsku Mazowieckim wystawił żandarmów, którzy stanowią wkład do dowództwa oraz pododdziału ŻW do Wielonarodowego Batalionu Policji Wojskowej dla potrzeb Wielonarodowego Korpusu Północno-Wschodniego w Szczecinie, w którym obok Polaków uczestniczą także Niemcy i Duńczycy. Taki oddział specjalny może wydzielać żołnierzy w skład tworzonych wielonarodowych zgrupowań żandarmerii.
Istotną sprawą dla każdej formacji, w tym ŻW jest transport. Obecnie ŻW nie ma samochodów osobowo-terenowych Honker. Aby rozwiązać problem, w Komendzie Głównej ŻW powołano zespół ekspercki, który przeanalizował potrzeby operacyjne, uwzględniając przy tym finanse ŻW, czas pozyskania pojazdów, racjonalne możliwości ich wykorzystania oraz doświadczenia uzyskane przez żandarmów oraz żołnierzy jednostek operacyjnych Wojsk Lądowych podczas działań poza Polską. W wyniku prac określono wymogi taktyczno-techniczne dla dwóch zasadniczych rodzajów pojazdów, w które powinny być wyposażone OSŻW: samochodu osobowo-terenowego interwencyjnego oraz pojazdu interwencyjnego lekko opancerzonego. Ogłoszono na nie przetarg. Wygrały je dwa przedsiębiorstwa – JRL Warszawa (sprzedawca Land Rover) oraz AMZ-Kutno. Pierwsza z nich zaproponowała samochód terenowy na bazie pojazdu Land Rover Defender 110 PU/SW 2,5 Td5, dostosowany do potrzeb ŻW. Jeśli chodzi o drugi podstawowy typ wozu – pojazd interwencyjny lekko opancerzony – wybrano AMZ Dzik II. Pojazd ten jest polską konstrukcją oparta na podwoziu samochodu SCAM SM, dostosowaną do potrzeb OSŻW, umożliwiającą bezpieczne wykonywanie zadań przez sekcję ŻW liczącą sześciu żołnierzy.
Ostatnią kwestią jest kadra. Pozyskiwanie służących do Oddziałów Specjalnych Żandarmerii Wojskowej jest efektem selekcji (kondycja zdrowotna, sprawność fizyczna i psychiczna, znajomość języka angielskiego).
W Żandarmerii Wojskowej są dwa oddziały specjalne, OS ŻW w Warszawie mający w składzie m.in. Wydział Ochrony wypełniający zadania jak SOP na terenie jednostek wojskowych przy wizytach VIP i ochronne zadania dla wysokiej kadry MON i najważniejszych dowódców SZ RP, oraz OS ŻW w Mińsku Mazowieckim. Przed czerwcem 11 roku był jeszcze jeden Oddział Sp. ŻW. 30 czerwca 2011 r. rozformowano OS ŻW w Gliwicach, a 1 lipca na jego bazie sformowano Jednostkę Wojskową 3940.